# Агмадіє (Марказі)
Агмадіє (перс. احمديه) — село в Ірані, у дегестані Рудбар, у Центральному бахші, шагрестані Тафреш остану Марказі. За даними перепису 2006 року, його населення становило 0 осіб.

## Клімат
Середня річна температура становить 13,81 °C, середня максимальна – 33,58 °C, а середня мінімальна – -7,60 °C. Середня річна кількість опадів – 297 мм.
| Клімат поселення                              | Клімат поселення | Клімат поселення | Клімат поселення | Клімат поселення | Клімат поселення | Клімат поселення | Клімат поселення | Клімат поселення | Клімат поселення | Клімат поселення | Клімат поселення | Клімат поселення | Клімат поселення |
| Показник                                      | Січ.             | Лют.             | Бер.             | Квіт.            | Трав.            | Черв.            | Лип.             | Серп.            | Вер.             | Жовт.            | Лист.            | Груд.            |                  |
| Середній максимум, °C                         | 8,24             | 10,51            | 13,47            | 20,66            | 26,37            | 31,68            | 33,58            | 33,17            | 28,46            | 21,86            | 15,44            | 10,29            |                  |
| Середня температура, °C                       | 0,32             | 2,59             | 5,54             | 12,74            | 18,45            | 23,76            | 26,82            | 26,42            | 21,71            | 15,10            | 8,68             | 3,54             |                  |
| Середній мінімум, °C                          | −7,6             | −5,32            | −2,38            | 4,82             | 10,53            | 15,84            | 20,08            | 19,66            | 14,96            | 8,36             | 1,93             | −3,22            |                  |
| Норма опадів, мм                              | 43               | 49               | 57               | 36               | 22               | 7                | 3                | 2                | 4                | 14               | 21               | 39               |                  |
| Середньомісячна швидкість вітру, м/с          | 1.69             | 2.10             | 2.63             | 2.81             | 2.70             | 2.80             | 3.20             | 2.96             | 2.40             | 2.11             | 1.87             | 1.56             |                  |
| Середньомісячна сонячна радіація, кДж/м²·день | 9027             | 11934            | 14364            | 18384            | 23081            | 26556            | 26682            | 24922            | 20696            | 15078            | 10741            | 8584             |                  |
| --------------------------------------------- | ---------------- | ---------------- | ---------------- | ---------------- | ---------------- | ---------------- | ---------------- | ---------------- | ---------------- | ---------------- | ---------------- | ---------------- | ---------------- |
| Джерело:                                      |                  |                  |                  |                  |                  |                  |                  |                  |                  |                  |                  |                  |                  |